# Ubisoft Reflections
A Ubisoft Reflections Ltd. (korábban Reflections Interactive) egy brit videójáték-fejlesztő vállalat, amit 1984-ben alapított Martin Edmondson Newcastleben. Leginkább versenyzős játékaikról ismertek, valamint ők hozták létre a népszerű Driver sorozatot.

## Történet
A cég 1984-es megalakulását követően BBC Micro platformra kezdett játékokat fejleszteni. A valódi sikert azonban az 1989-ben Amigára megjelent Shadow of the Beast játék hozta meg számukra, melyhez még két folytatás is elkészült, kiadói teendőket pedig Psygnosis látta el. (A vállalatot 1993-ban felvásárolta a Sony Electronic Publishing, akkor nevezték át őket SCE Studio Liverpool-ra.)
Az első epizódot részben Paul Howarth írta, fejlesztése pedig kezdetben egy tesztként indult a Fat Agnus nevű Amiga chipsethez. Paul ezután kilépett és a Milton Keynes-i Deep Red Gameshez csatlakozott. (mára már DR Studios)
1995-ben jelent meg a Reflections Interactive következő nagy sikere, a kritika által méltatott Destruction Derby, amelyben szereplő realisztikus fizika és törésmodell később a védjegyükké vált. A siker hatására több folytatás is érkezett, azonban a második rész utáni játékokat már nem ők fejlesztették. 1999-ben jelent meg a Driver, ami a Reflections legnagyobb sikerének bizonyult. A játék sokat merített az 1970-es évek rendőrös sorozataiból, mint például a Starsky és Hutch, illetve olyan filmekből, mint a San Franciscó-i zsaru vagy Gengszterek sofőrje. A játék sorozattá bővült, négy folytatás és négy mellékág jelent meg hozzá.
2004 decemberében az alapító Martin Edmondson elhagyta a vállalatot és beperelte a Driv3r kiadóját, az Atarit, mivel a játék minősége elmaradt a várttól, ami miatt konfliktus alakult ki közte és a vállalat között.
A megüresedett posztra ezután Martin testvére, Gareth Edmondson került. 2006 augusztusában az Atari bejelenti, hogy a Ubisoftnak eladja a Reflectionst, illetve a Driver sorozat jogait 24 millió dollárért. A Reflections Interactive Limited ezután a kiadó leányvállalataként működött tovább és felvette a Ubisoft Reflections nevet. Az együttműködés első eredménye a 2007-ben kizárólag PlayStation Portablere megjelenő Driver 76.
A Driver: San Francisco fejlesztéséhez csatlakozott Martin Edmondson is, a játék 2011 szeptemberében került a boltokba.

## Játékok
| Játék címe                                   | Kiadás éve | Platformok                                                | Kiadó             |
| -------------------------------------------- | ---------- | --------------------------------------------------------- | ----------------- |
| Ravenskull                                   | 1986       | BBC Micro, Acorn Electron                                 | Superior Software |
| Codename: Droid                              | 1987       | BBC Micro, Acorn Electron                                 | Superior Software |
| Stryker's Run                                | 1987       | Acorn Electron (conversion of BBC Micro game)             | Superior Software |
| Shadow of the Beast                          | 1989       | Commodore Amiga                                           | Psygnosis         |
| Ballistix                                    | 1989       | Commodore Amiga, Atari ST                                 | Psygnosis         |
| Shadow of the Beast II                       | 1990       | Commodore Amiga, Atari ST                                 | Psygnosis         |
| Awesome                                      | 1990       | Commodore Amiga, Atari ST                                 | Psygnosis         |
| Shadow of the Beast III                      | 1992       | Commodore Amiga                                           | Psygnosis         |
| Brian the Lion                               | 1994       | Commodore Amiga                                           | Psygnosis         |
| Destruction Derby                            | 1995       | PlayStation, MS-DOS, Sega Saturn                          | Psygnosis         |
| Destruction Derby 2                          | 1996       | PlayStation, MS-DOS, Microsoft Windows                    | Psygnosis         |
| Thunder Truck Rally (US) Monster Trucks (Eu) | 1998       | PlayStation, MS-DOS, Microsoft Windows                    | Psygnosis         |
| Driver                                       | 1998       | PlayStation, Microsoft Windows, Macintosh, Game Boy Color | GT Interactive    |
| Driver 2                                     | 2000       | PlayStation, Game Boy Advance                             | Infogrames        |
| Stuntman                                     | 2002       | PlayStation 2                                             | Infogrames        |
| Driv3r                                       | 2004       | PlayStation 2, Microsoft Windows, Xbox                    | Atari             |
| Driver: Parallel Lines                       | 2006       | PlayStation 2, Microsoft Windows, Xbox, Wii               | Atari, Ubisoft    |
| Driver 76                                    | 2007       | PlayStation Portable                                      | Ubisoft           |
| Emergency Heroes                             | 2008       | Wii                                                       | Ubisoft           |
| Monster 4x4: Stunt Racer                     | 2009       | Wii                                                       | Ubisoft           |
| Driver: San Francisco                        | 2011       | Wii, PlayStation 3, Xbox 360, Microsoft Windows, Mac OS X | Ubisoft           |